# القشاش (الملاح)

تعديل مصدري - تعديل

القشاش هي إحدى قرى عزلة الملاح بمديرية الملاح التابعة لمحافظة لحج، بلغ تعداد سكانها 253 نسمة حسب تعداد اليمن لعام 2004.